# サンドウィッチ (マサチューセッツ州)
サンドウィッチ (Sandwich [ˈsændwɪtʃ]) は、アメリカ合衆国のニューイングランド、マサチューセッツ州のバーンスタブル郡に属している町。2010年国勢調査によると人口は20,675名である。町役場は歴史地区のデクスター・グライスト・ミルのすぐ隣にある。
町のニックネームは「多くの沈没船を天国に送った町」である。郵便番号はイースト・サンドウィッチが02537、フォレストデイルは02644、サンドウィッチは02563である。ケープ・コッドで最古の町であり、2014年、375周年を迎えた。
現在でも古きよき時代の街並みが姿を残しており、観光地として人気がある。元々は農業とガラス工芸が盛んな町であり、19世紀にはレース風デザインである「レースグラス」が有名になった。現在でも当時の面影を残す水車「デクスター製粉所」やサンドウィッチ・ガラス博物館などがある。地元のイン「ダンル・ウエブスター・イン・アンド・スパ」には1976年のアメリカ訪問の記念に香淳皇后が贈った日本人形があり、ロビーに展示されている。

## 歴史
何千年もの間、ケープ・コッドにはアルゴンキン語を話すワンパノアグ族を含む先住民が住んでおり、マサチューセッツ湾やプリマス植民地でイギリスからの入植者と対面した。
1637年、プリマス植民地から許可をもらったソウガスからのグループとして初めてヨーロッパからサンドウィッチに入植した。イングランドのケントのサンドウィッチからこの港町に名付けられた。1639年に自治体化し、ケープコッドで最も古い町となった。1884年、町の西部が分離されボーンという町になった。

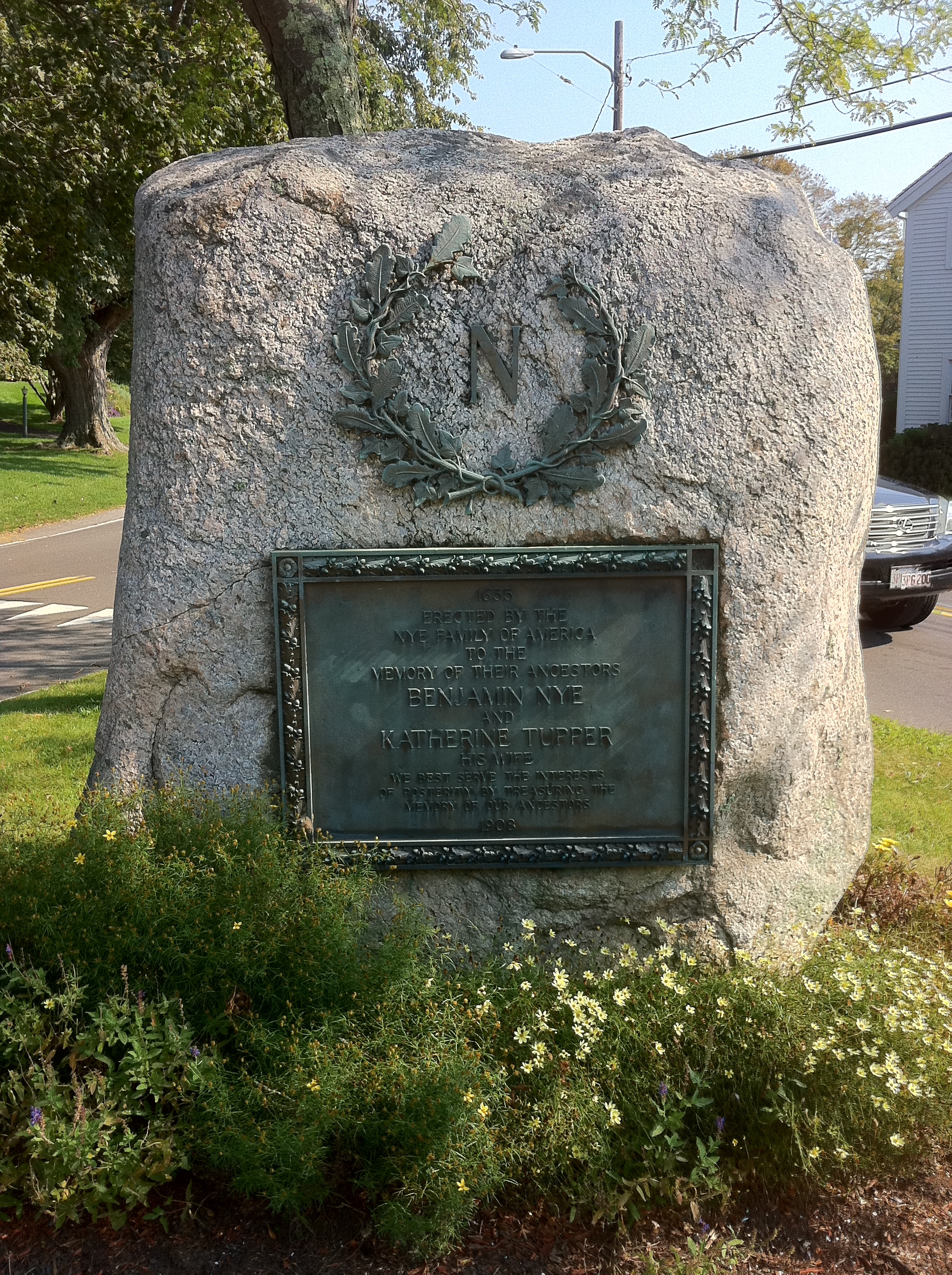
ベンジャミン・ナイとキャサリン・トゥッパーの記念碑

オールド・カウンティ通り(旧オールド・キング・ハイウェイ)沿いでタヴァーンまたは店舗として使用されていたベンジャミン・ナイ邸(1698年)、州道6A号線379番のバーナバス・ホルウェイ邸(1789年)などの歴史的邸宅が多数ある。

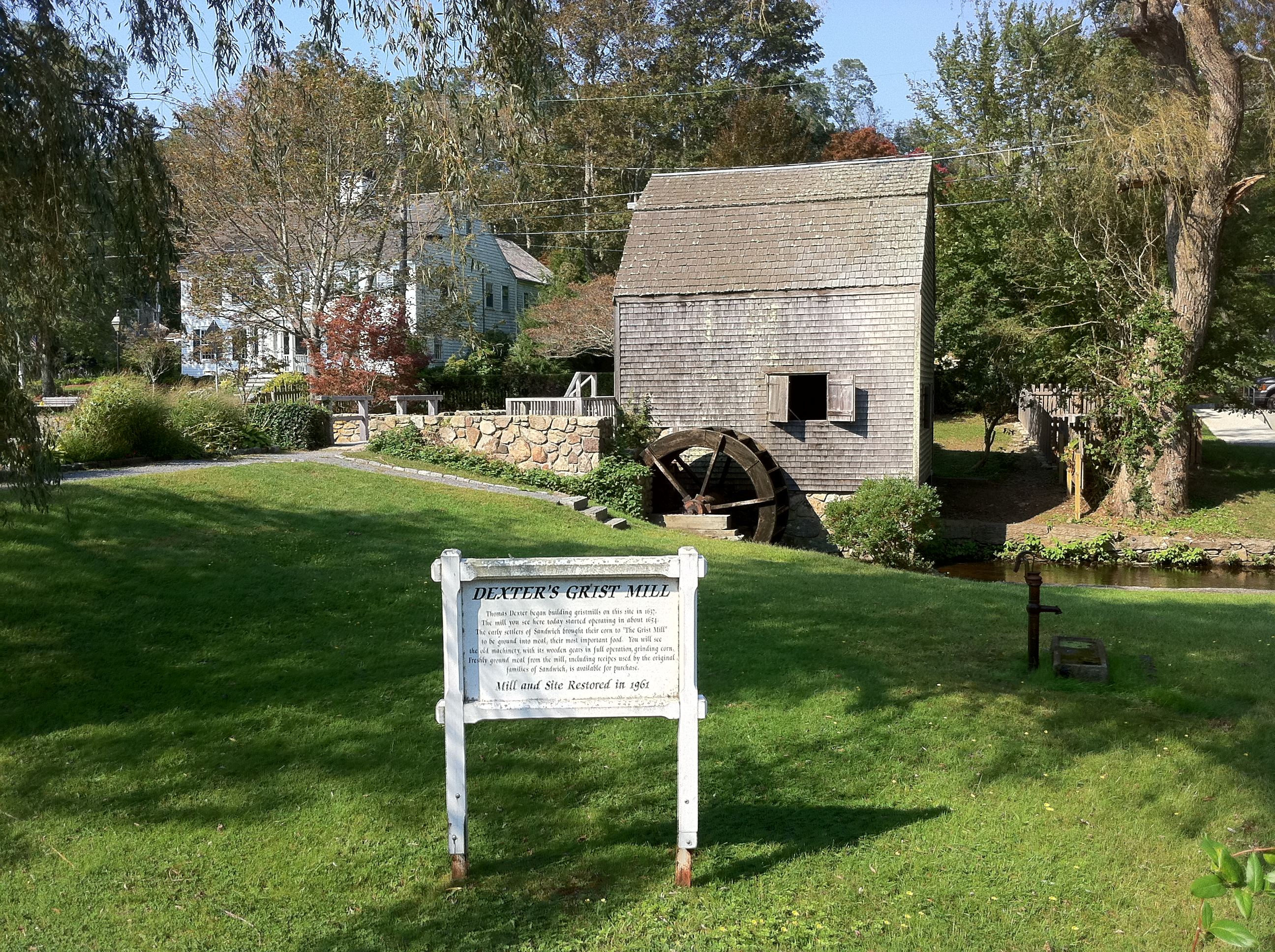
デクスター製粉所

クエーカーの初期の入植地となっており、全米クエーカー会議は現在もここで行われている。他の宗教団体との衝突もあったため、一部はダートマスなど他地域に逃れた。代々この地に住む者はクエーカー関係者が多い。
初期の産業は農業、漁業、商業であった。その後スカセット川、オールド・ハーバー川およびその支流沿岸で小規模産業が栄えていった。現在の最大の産業は観光業である。

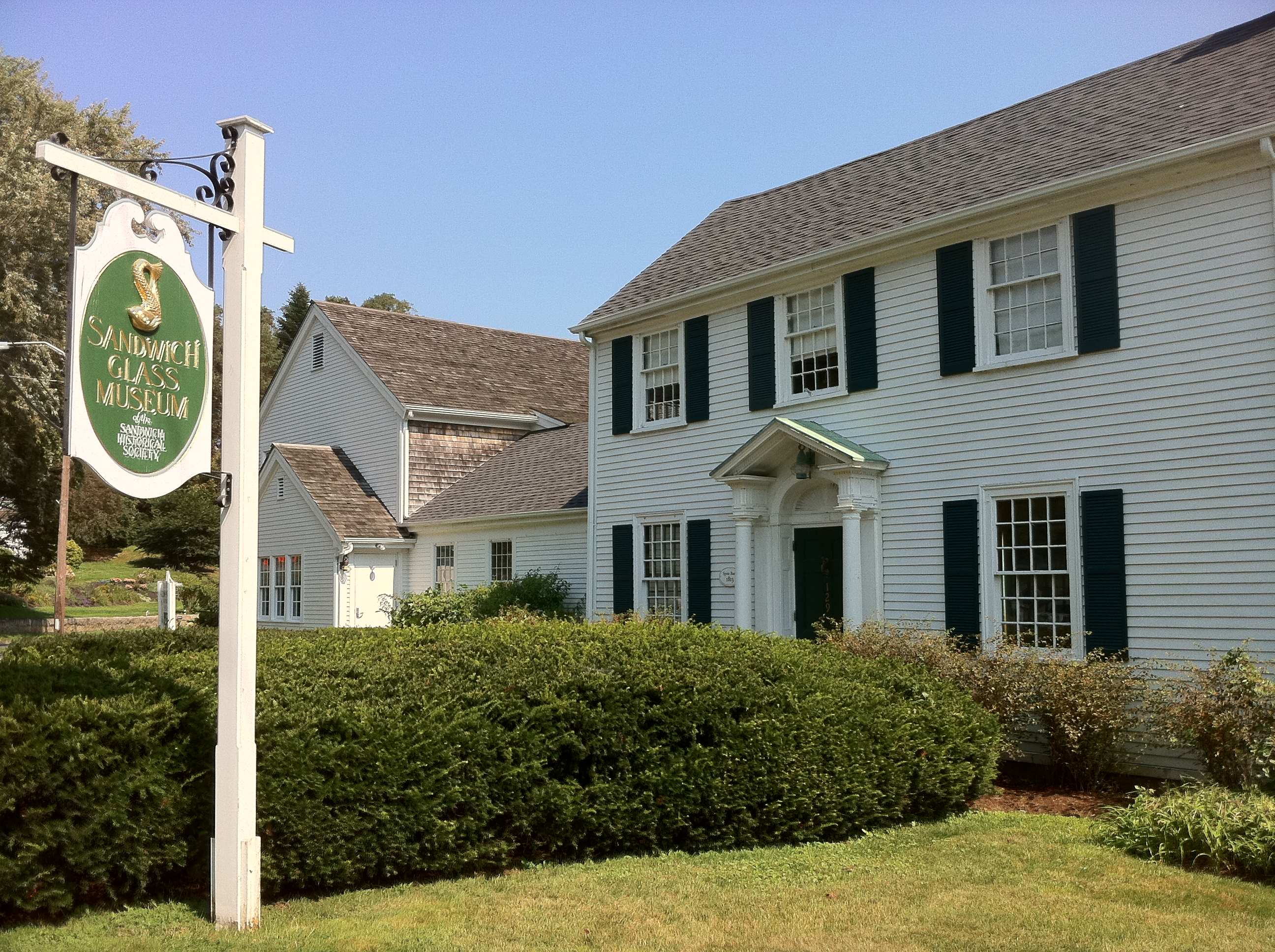
サンドウィッチ・ガラス博物館

1825年、デミング・ジャーヴスはボストン&サンドウィッチ・グラス工場を創立した。近くに運河に適した浅い港があり、ガラスを作る釜用の燃料となる木々を地元で調達することができた。クリスタル・ガラスを主に作っており、着色することで知られていた。ジャーヴスはガラス鋳型や押し型に関するいくつかの特許を取得した。南北戦争後、低価格のソーダ石灰ガラス製の食器を製造していたオハイオ州、ペンシルバニア州、ウエストバージニア州と競合し、業績は悪化していった。
1909年からケープコッド運河の建設が始まり、1914年に完成した。1968年、キャナル発電所が開設された。
ヘリテイジ博物館・植物園、ウィング・フォート邸、サンドウィッチ・グラス博物館、ソーントン・バージェス博物館、グリーン・ブリア自然センター&ジャム・キッチン、ホクシー邸(ケープ・コッド最古の邸宅)、ダニエル・ウェブスター・イン、デクスター製粉所(ケープ・コッド最古の製粉所)、サンドウィッチ・フレンズ・ミーティングハウス(北米最古のクエーカー事務所)、ショウム湖など様々な観光地がある。サンドウィッチ桟橋も観光客に人気である。1991年、桟橋はハリケーン・ボブで倒壊したが、民間の寄付により再建された。多くのアート・ギャラリーの他、貴重書やアンティークの店舗もある。オーティス空軍州兵基地の滑走路の半分など主要部分がサンドウィッチにある。

## 地理
アメリカ合衆国国勢調査局によると、総面積は44.2平方マイル (114.5 km2)、うち42.7平方マイル (110.7 km2)が土地、3.32%の1.5平方マイル (3.8 km2)が水域である。北にケープコッド湾、東にバーンスタブル、南にマッシュピー、ファルマス、西にボーンがある。ボストンの南南東57マイル (92 km)に位置する。

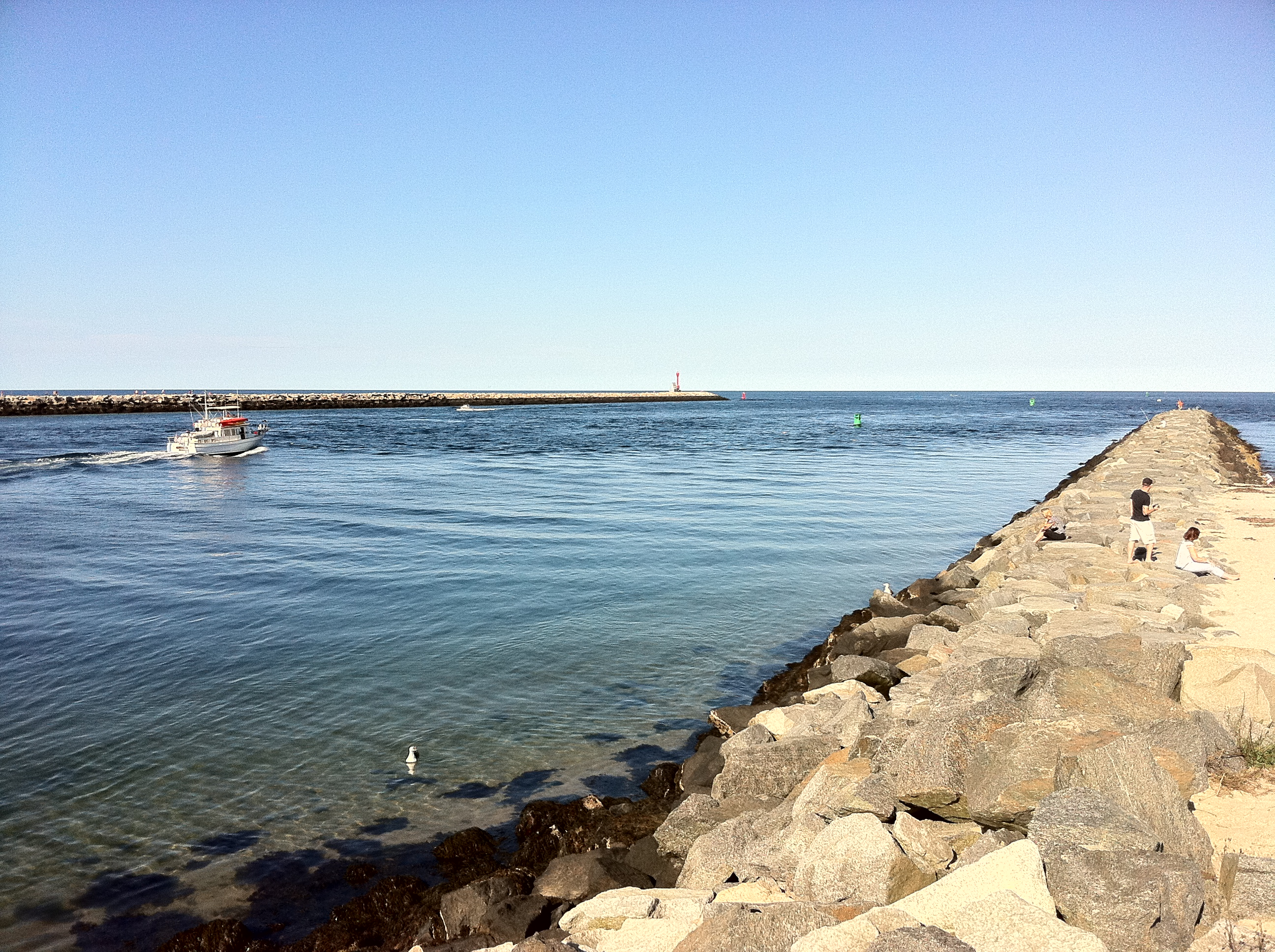
ケープコッド運河東口

ケープコッド運河のケープ・コッド湾口に位置する。北にはサガモア・ヒル、スカセット海岸州立保護区があり、運河により町内他地域と分断されている。北にはショウム・クロウル州立森林地区、マサチューセッツ州立狩猟牧場がある。ケープ・コッド湾に沿って6つの海岸がある。町のそれ以外の部分はケープ・コッドの典型で多くの小さな池、丘があり、木々の多くは松とオークである。複数の小さな支流がある大きな入り江であるオールド・ハーバー・クリークがあり、船が停泊することができる。

## 交通
夏以外は車が主である。マサチューセッツ州高速道路3号線を使うとボストンから1時間程で来ることが可能である。なお、夏季は近くのハイアニスの町まで高速フェリーを使う方法などもある。
ミッド・ケープ・ハイウェイとして知られる国道6号線が町を横切り、オーティス空軍州兵基地の北を通る。国道6号線には町内に3か所の出口がある。州道130号線の北端が国道6号線および6A号線の交差点に位置している。州道130号線はオーティスの東を通り、マシュピーに向かう。

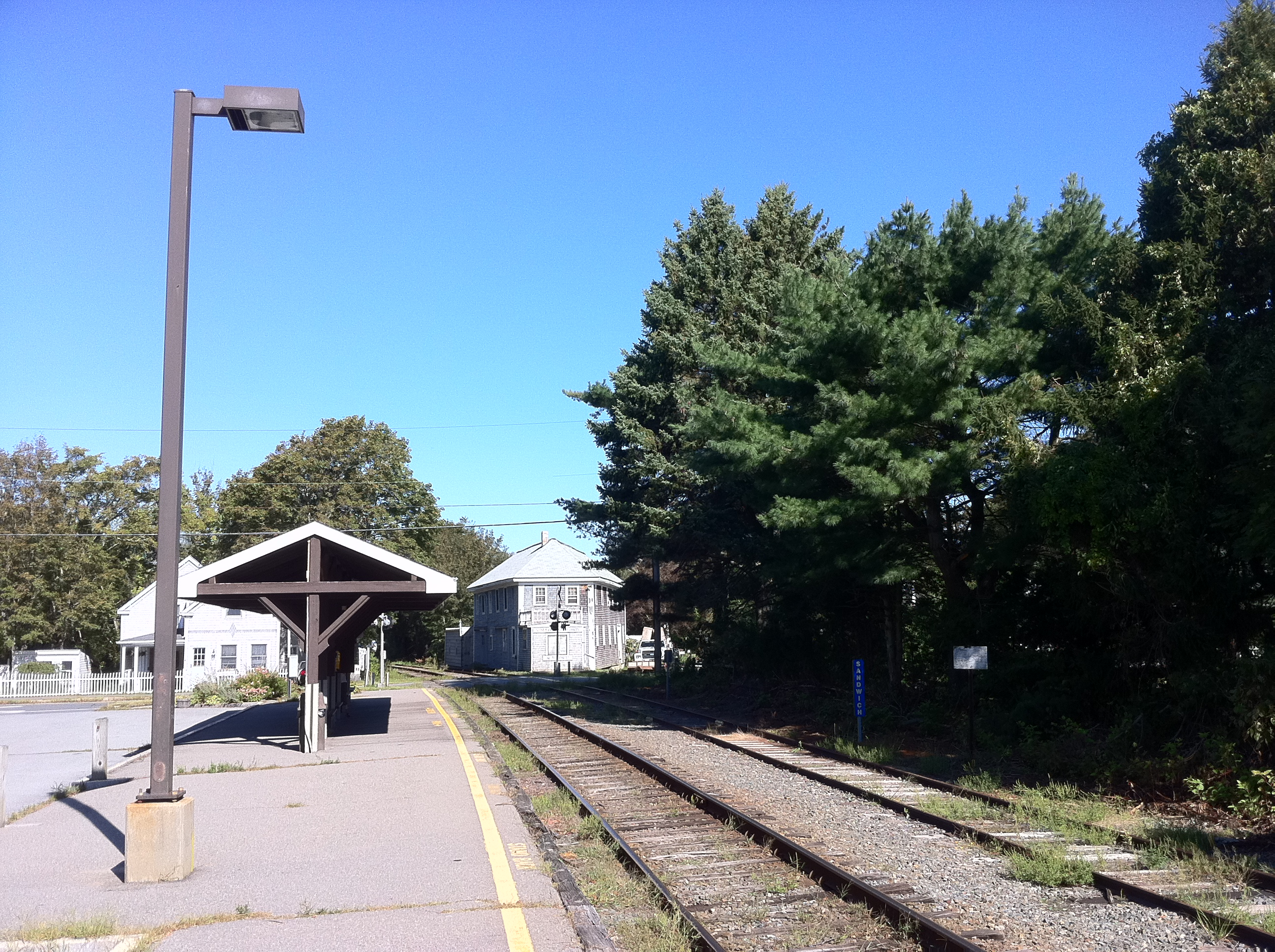
サンドウィッチ駅

マサチューセッツ沿岸鉄道により貨物列車が通っている。ケープ・コッド中央鉄道はハイアニスからサンドウィッチおよびサガモアに向かって運行している。アムトラックの一番近い駅はボストンにあるサウス・ステーションとプロビデンス・ステーションである。マサチューセッツ湾交通局(MBTA)コミューター・トレインの一番近い駅はキングストン/ルート3、ミドルボロ/レイクビルであり、ボストンに向かっている。旅客鉄道ケープフライヤーは近くのハイアニスからボストンのサウス・ステーションに向かっている。
最も近い民間の地方空港はバーンスタブルにあり、一番近い国際空港はボストンのジェネラル・エドワード・ローレンス・ローガン国際空港である。

## 人口動態

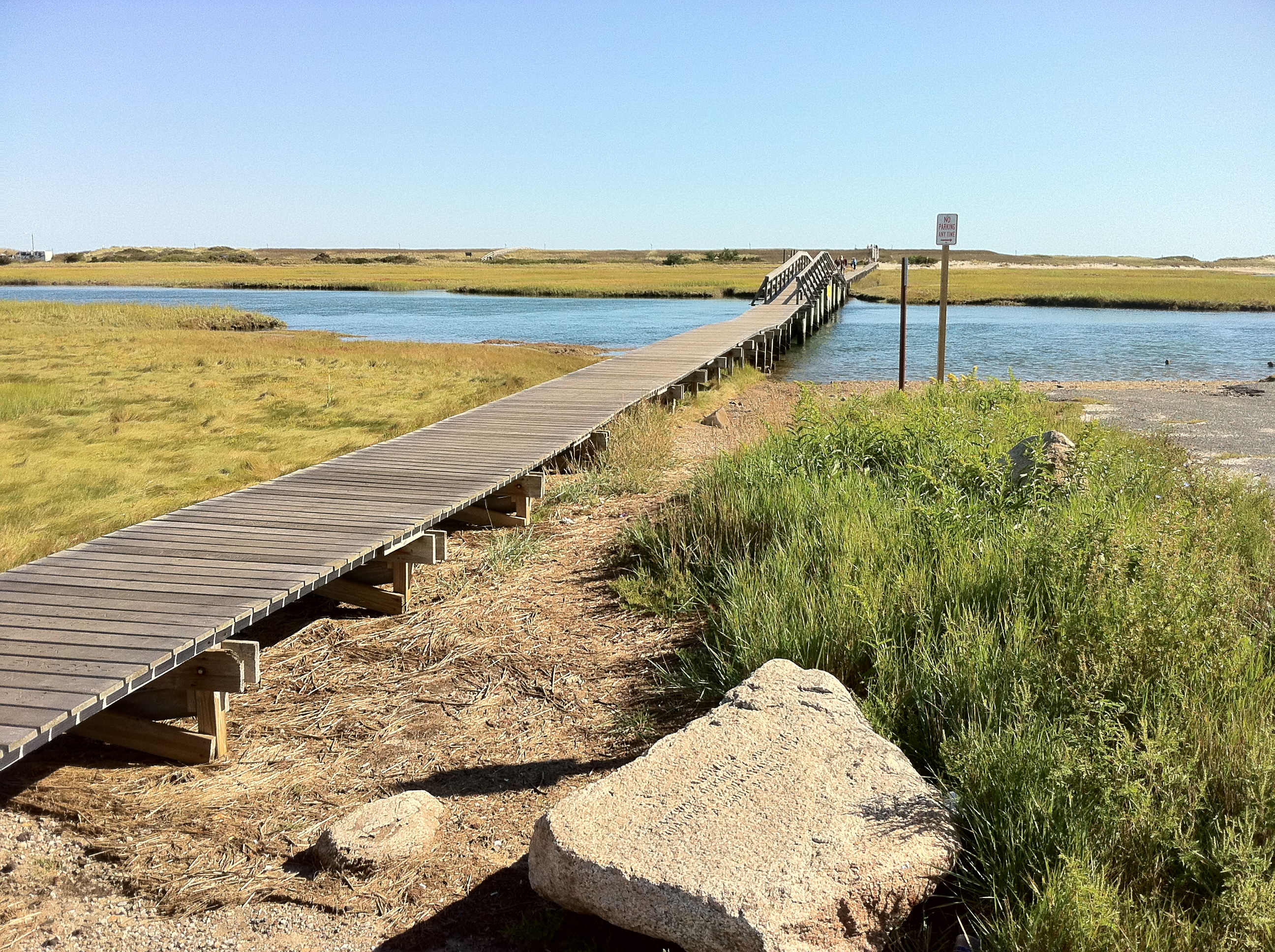
サンドウィッチの桟橋

### アメリカ合衆国国勢調査
以下は2000年国勢調査による人口統計データである。
| 基礎データ - 人口: 20,136人 - 世帯数: 7,335世帯 - 家族数: 5,515家族(*%) - 人口密度: 180.6人/km²（467.9人/mi²） - 住居数: 8,748軒 - 住居密度: 78.5軒/km²（203.3軒/mi²） 人種別人口構成 - 白人: 97.75% - アフリカン・アメリカン: 0.38% - ネイティブ・アメリカン: 0.31% - アジア人: 0.54% 太平洋諸島系: 0.01% - その他の人種: 0.32% - 混血: 0.69% - ヒスパニック・ラテン系: 0.80% 年齢別人口構成 - 18歳未満: 28.4% - 18-24歳: 4.9% - 25-44歳: 27.7% - 45-64歳: 25.3% - 65歳以上: 13.7% - 年齢の中央値: 40歳 - 性比: （女性100人あたり男性の人口） - 総人口: 94.5 - 18歳以上: 89.2 | 世帯と家族（対世帯数） - 18歳未満の子供がいる: 38.1% - 結婚・同居している夫婦: 65.0% - 未婚・離婚・死別女性が世帯主: 8.1% - 非家族世帯: 24.8% - 独身世帯: 20.0% - 65歳以上の老人1人暮らし: 8.9% - 平均構成人数 - 世帯: 2.72人 - 家族: 3.18人 収入と家計 - 収入の中央値 - 世帯: 61,250米ドル - 家族: 66,553米ドル - 性別 - 男性: 49,195米ドル - 女性: 33,516米ドル - 人口1人あたり収入: 26,895米ドル - 貧困線以下 - 対人口: 3.1% - 対家族数: 2.2% - 18歳未満: 3.3% - 65歳以上: 4.1% |

## 著名な人物
- チャールズ・H・ブリッジズ(1873年–1948年) - アメリカ陸軍の総務局長(1928年-1933年)
- サム・ブラウン - コメディアン、スケッチ・コメディー・グループThe Whitest Kids U' Know の作家
- トーマス・バージェス(1874年–1965年) - 自然保護論者、児童文学作家
- ダフ・ゴールドマン - フード・ネットワークの番組『Ace of Cakes 』のスター
- スティーヴ・カム - 起業家、作家。ナード・フィットネス創立者